# Élection présidentielle indonésienne de 2004
L’élection présidentielle indonésienne de 2004  fut la première de l’histoire de l’Indonésie à avoir eu lieu au suffrage direct. Elle avait pour but la désignation du président de la République et du vice-président pour la période 2004-2009. Elle eut lieu en deux tours, et fut emportée par le tandem Susilo Bambang Yudhoyono - Jusuf Kalla.
6 tandems étaient en présence :
1. Abdurrahman Wahid - Marwah Daud Ibrahim (représentant le PKB),
2. Amien Rais - Siswono Yudo Husodo (Parti du mandat national),
3. Hamzah Haz - Agum Gumelar (Parti pour l'unité et le développement),
4. Megawati Soekarnoputri - Hasyim Muzadi (PDI-P),
5. Susilo Bambang Yudhoyono - Jusuf Kalla (représentant une coalition formée par le Parti Démocrate, le PBB, le PKSet le Parti de l’unité indonésienne),
6. Général Wiranto - Salahuddin Wahid (Golkar).

## Premier tour
Le premier tour eut lieu le 5 juillet 2004 avec 5 tandems candidats. Le taux de participation fut de 79,76 %, avec le résultat suivant :
| No. | Candidats                              | Voix       | %       |
| --- | -------------------------------------- | ---------- | ------- |
| 1.  | Wiranto - Salahuddin Wahid             | 26 286 788 | 22,15 % |
| 2.  | Megawati Soekarnoputri - Hasyim Muzadi | 31 569 104 | 26,61 % |
| 3.  | Amien Rais - Siswono Yudo Husodo       | 17 392 931 | 14,66 % |
| 4.  | Susilo Bambang Yudhoyono - Jusuf Kalla | 39 838 184 | 33,57 % |
| 5.  | Hamzah Haz - Agum Gumelar              | 3 569 861  | 3,01 %  |

Comme aucun des tandems n’avait obtenu plus de 50 % des voix, un second tour a dû se tenir entre les deux tandems de tête, c’est-à-dire Susilo Bambang Yudhoyono - Jusuf Kalla et Megawati Soekarnoputri - Hasyim Muzadi.

## Second tour
Il eut lieu le 20 septembre 2004. Le taux de participation fut de 77,44 %, avec comme résultat :
| No. | Tandem                                 | Voix       | %       |
| --- | -------------------------------------- | ---------- | ------- |
| 2.  | Megawati Soekarnoputri - Hasyim Muzadi | 44 990 704 | 39,38 % |
| 4.  | Susilo Bambang Yudhoyono - Jusuf Kalla | 69 266 350 | 60,62 % |